# Yuito Suzuki
Yuito Suzuki (鈴木 唯人 Suzuki Yuito, sinh ngày 25 tháng 10 năm 2001) là một cầu thủ bóng đá chuyên nghiệp người Nhật Bản thi đấu ở vị trí tiền vệ tấn công hoặc tiền vệ cánh cho câu lạc bộ Pháp RC Strasbourg Alsace, theo dạng cho mượn từ Shimizu S-Pulse.

## Sự nghiệp
Sau khi tốt nghiệp tại trường trung học thành phố Funabashi vào năm 2019, Yuito bắt đầu sự nghiệp đầu tiên với Shimizu S-Pulse từ mùa giải 2020.
Vào ngày 28 tháng 1 năm 2023, Yuito đến Pháp và chính thức chuyển đến câu lạc bộ Ligue 1, RC Strasbourg Alsace cho mượn mùa giải 2022-23.